# TSG 08 Roth Triathlon

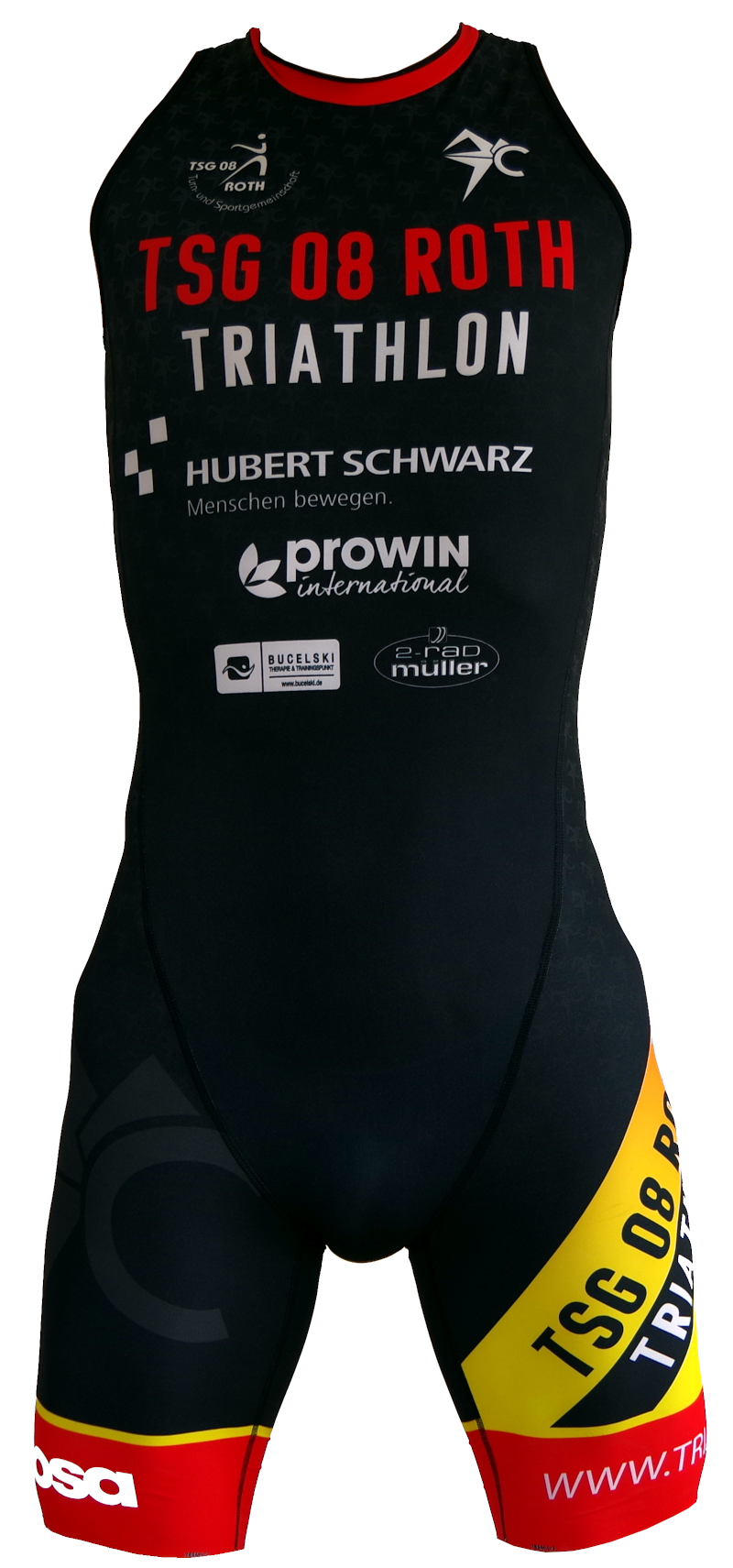
Liga-Einteiler TSG 08 Roth Triathlon Männer (Jahr 2022)

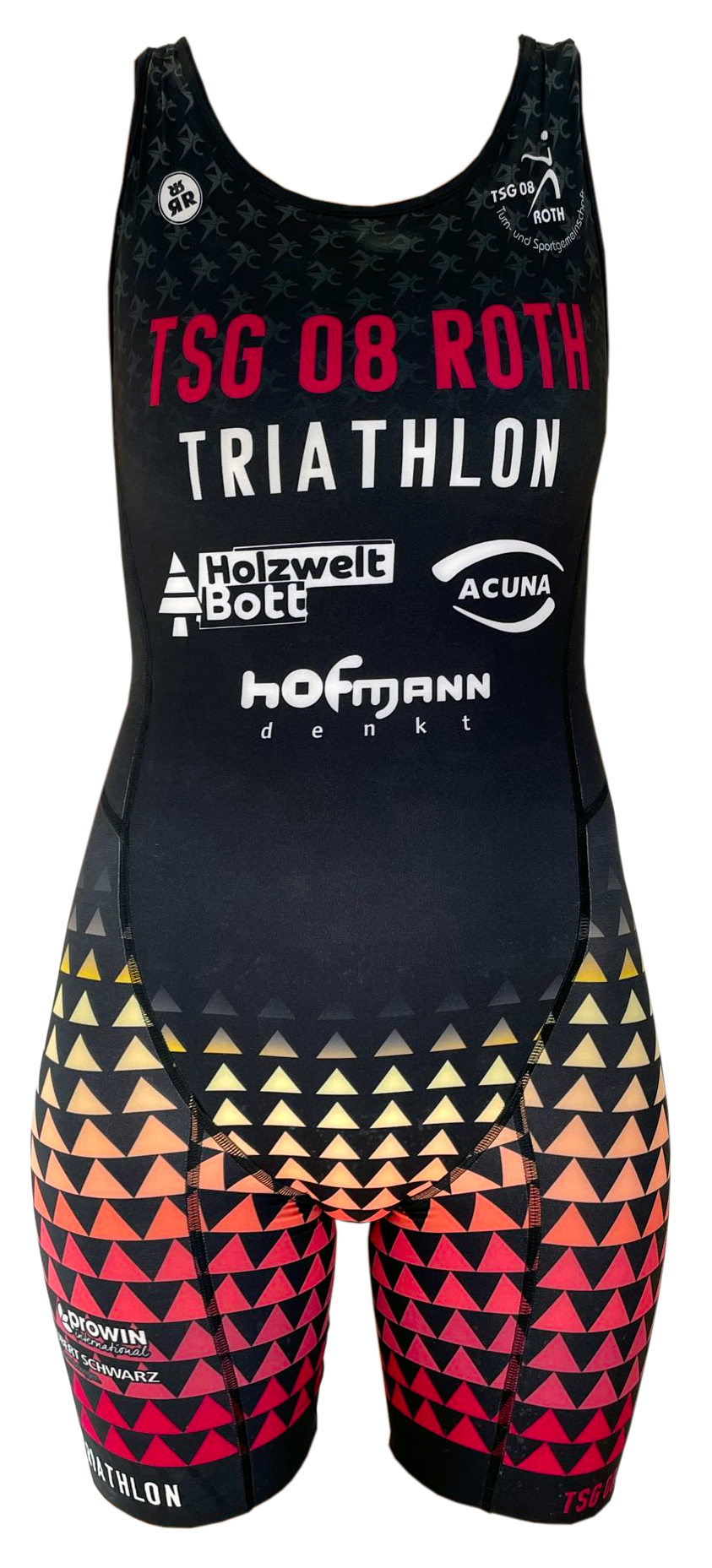
Liga-Einteiler TSG 08 Roth Triathlon Frauen (Jahr 2022)

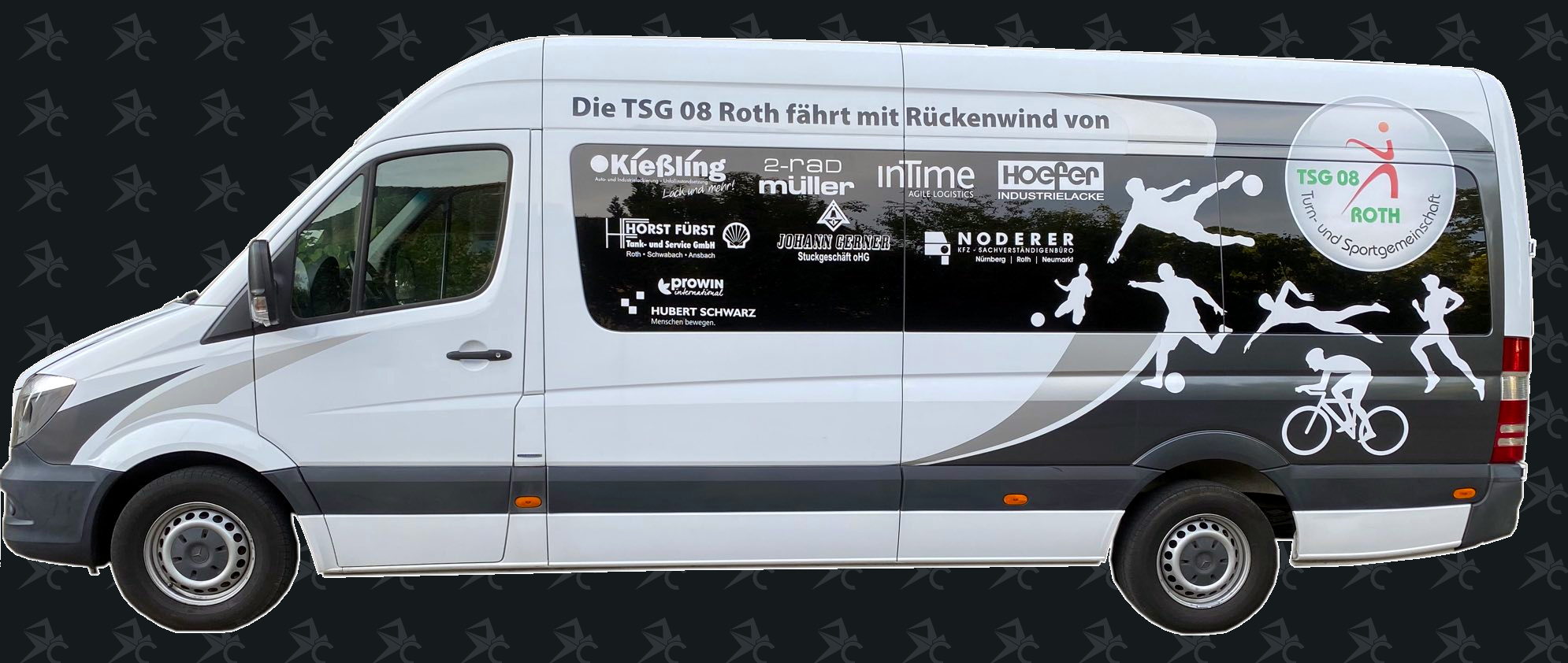
Vereinsbus der TSG 08 Roth Abteilungen Triathlon/Fußball

Die TSG 08 Roth Triathlon ist eine Triathlonabteilung des Sportvereins TSG 08 Roth e.V. in der Stadt Roth, im gleichnamigen Landkreis in Mittelfranken, Bayern und Teil der Triathlonregion Rothsee. Die Abteilung ist seit 2021 TriPoint-Offizieller Partner des BTV und damit einer von 16 ausgezeichneten, leistungsstarken bayerischen Triathlon-Vereinen mit aktiver Kinder- und Jugendarbeit. In den Jahren 1995 und 2003 wurde die Triathlonabteilung des SC Roth 1952 durch den Deutschen Sportbund mit dem dotierten Preis das „Grüne Band für vorbildliche Jugendarbeit“ ausgezeichnet. Die TSG 08 Roth ist Mitglied im Behinderten- und Rehabilitations-Sportverband Bayern e.V. (BVS) für alle Sportarten.
Die Männermannschaft der TSV Roth war Gründungsmitglied der Triathlon-Bundesliga und erreichte bei der Erstaustragung im Jahr 1996 den dritten Platz. In der Gegenwart gehört der Aufstieg der ersten Männermannschaft in die 1. Triathlon-Bundesliga zu den größten Erfolgen.

## Geschichte
Der Verein TSG 08 Roth entstand im Jahr 2008 durch Fusion der Vereine TSV 1859 Roth und SC Roth 1952. Er setzt eine lange Triathlontradition fort, welche durch die von Detlef Kühnel gegründete Triathlon-Abteilung des TSV 1859 Roth und dem ersten Franken-Triathlon im Jahr 1984, welcher heute als Challenge Roth weiter besteht, ihren Anfang nahm. Detlef Kühnel wirkte später als Vize-Präsident und Marketing-Experte am Aufbau der Deutschen Triathlon Union (DTU) mit und unterstützte die erfolgreiche Aufnahme der Kurzdistanz als olympische Disziplin im Jahr 2000 maßgeblich.
Das von Kühnel aufgebaute erste Rother Männerteam um Profi Dirk Aschmoneit und Michael Heiligenthaler umfasste auch den späteren Abteilungsleiter Thomas Herrmann. Das Team gewann mehrere deutsche Meistertitel, welche bis 1995 in einem Einzelwettkampf bestimmt wurden. Mit Einführung der 1. Triathlon-Bundesliga im Jahr 1996, konnte das Team vom TSV Roth den dritten Platz belegen. Im Jahr 1997 stieg die Mannschaft aus der 1. Triathlon-Bundesliga ab. Fortan bestimmte das Team der SC Roth die Leistungsspitze und stieg im Jahr 1999 in die 1. Triathlon-Bundesliga auf. Im Jahr 2002 stieg die erste Mannschaft der HDI SC Roth mit der Besetzung Bernd Eichhorn, Matthias Fritsch, Artur Landenberger, Marcus Mittelstädt, Marcus Schattner, Markus Schönweis und Bernd Zeulner aus der 1. Triathlon-Bundesliga ab. Das Jahr 2005 zeichnete sich durch die Teilnahme der HDI SC Roth in 1. und 2. Triathlon-Bundesliga sowie der TSV Roth in der 2. Triathlon-Bundesliga aus. Im Jahr 2009 wurde das Langdistanz-Team der TSG 08 Roth bestehend aus Fabian Conrad, Marcus Mittelstädt, Bernd Eichhorn und Michael Hoffmann Deutscher Meister über die Langdistanz.
Im Jahr 1989 veranstaltete der SC Roth mit Abteilungsleiter Dietmar Schuster erstmalig den Rothsee-Triathlon. Die Vereinsmitglieder Dagmar Matthes und Marcus Schattner prägten die Veranstaltung mit ihren Siegen maßgeblich. Marcus Schattner blieb in der TSG 08 Roth aktiv und kam bis zum Jahr 2023 bei allen 34 Ausgaben des Rothsee-Triathlons ins Ziel, was ihm in der offiziellen Ergebnisliste den Beinamen „Mr. Rothsee“ einbrachte.
Christine Waitz gewann für die HDI SC Roth zweimal die Altersklasse (18–24) des Ironman Hawaii (2006, 2007), womit sie sich einen Eintrag in das goldene Buch der Stadt Roth verdiente.
Als Sportler und Team-Manager prägte Extremsportler Hubert Schwarz die Triathlonabteilung seit ihrer Entstehung. Er tritt als einer der Hauptsponsoren auf.

## Ergebnisse
TSG 08 Roth I Männer
| Jahr      | Teamname                      | Liga                             | Platz |
| --------- | ----------------------------- | -------------------------------- | ----- |
| 2024      | Hubert Schwarz-ProWin         | 2. Triathlon-Bundesliga Süd      | 1     |
| 2023      | Hubert Schwarz-ProWin         | 2. Triathlon-Bundesliga Süd      | 3     |
| 2022      | Hubert Schwarz-ProWin         | 2. Triathlon-Bundesliga Süd      | 4     |
| 2021      | Hubert Schwarz-ProWin         | 2. Triathlon-Bundesliga Süd      | 9     |
| 2020      | Hubert Schwarz-ProWin         | 2. Triathlon-Bundesliga Süd      | -     |
| 2019      | TSG 08 Roth                   | Triathlon-Regionalliga Bayern    | 1     |
| 2018      | TSG 08 Roth                   | Triathlon-Regionalliga Bayern    | 5     |
| 2017      | TSG 08 Roth                   | Triathlon-Regionalliga Bayern    | 5     |
| 2016      | TSG 08 Roth                   | Triathlon-Regionalliga Bayern    | 12    |
| 2015      | TSG 08 Roth                   | Triathlon-Bayernliga             | 8     |
| 2014      | TSG 08 Roth                   | Triathlon-Landesliga Nord Bayern | 1     |
| 2013      | TSG 08 Roth                   | Triathlon-Landesliga Nord Bayern | 5     |
| 2012 2010 | Keine Mannschaft gemeldet     | -                                | -     |
| 2009      | HDI TSG 08 Roth               | 2. Triathlon-Bundesliga Süd      | 3     |
| 2008      | HDI TSG 08 Roth               | 2. Triathlon-Bundesliga Süd      | 3     |
| 2007      | HDI SC Roth                   | 2. Triathlon-Bundesliga Süd      | 6     |
| 2006      | HDI SC Roth                   | 2. Triathlon-Bundesliga Süd      | 7     |
| 2005      | HDI SC Roth                   | 1. Triathlon-Bundesliga          | 17    |
| 2004      | HDI SC Roth                   | 2. Triathlon-Bundesliga          | 1     |
| 2003      | HDI SC Roth                   | 2. Triathlon-Bundesliga          | 2     |
| 2002      | HDI SC Roth                   | 1. Triathlon-Bundesliga          | 17    |
| 2001      | HDI SC Roth                   | 1. Triathlon-Bundesliga          | 14    |
| 2000      | Wöhrl SC Roth                 | 1. Triathlon-Bundesliga          | 15    |
| 1999      | HDI SC Roth                   | 2. Triathlon-Bundesliga          | 1     |
| 1998      | HDI SC Roth                   | 2. Triathlon-Bundesliga          | 2     |
| 1997      | TSV Roth                      | 1. Triathlon-Bundesliga          | 16    |
| 1996      | Ring- und Nagel Team TSV Roth | 1. Triathlon-Bundesliga          | 3     |
|           |                               |                                  |       |
| 1989      | Ring- und Nagel Team TSV Roth | Deutsche Meisterschaft           | 1     |
| 1987      | Ring- und Nagel Team TSV Roth | Deutsche Meisterschaft           | 1     |
| 1986      | Avia Team TSV 1859 Roth       | Deutsche Meisterschaft           | 1     |

| Aufstieg | Abstieg/Auflösung |

TSG 08 Roth II Männer
| Jahr      | Teamname                  | Liga                             | Platz |
| --------- | ------------------------- | -------------------------------- | ----- |
| 2024      | guttenberger+partner      | Triathlon-Regionalliga Bayern    | 3     |
| 2023      | guttenberger+partner      | Triathlon-Regionalliga Bayern    | 3     |
| 2022      | 2Rad-Müller               | Triathlon-Regionalliga Bayern    | 3     |
| 2021      | TSG 08 Roth               | Triathlon-Regionalliga Bayern    | 8     |
| 2020      | TSG 08 Roth               | Triathlon-Regionalliga Bayern    | -     |
| 2019      | TSG 08 Roth               | Triathlon-Bayernliga             | 2     |
| 2018      | TSG 08 Roth               | Triathlon-Landesliga Nord Bayern | 2     |
| 2017      | TSG 08 Roth               | Triathlon-Landesliga Nord Bayern | 8     |
| 2016 2009 | Keine Mannschaft gemeldet | -                                | -     |
|           |                           |                                  |       |
| 2006      | HDI SC Roth II            | Triathlon-Regionalliga Bayern    | 8     |
| 2005      | HDI SC Roth II            | 2. Triathlon-Bundesliga Süd      | 10    |
| 2005      | TSV Roth                  | 2. Triathlon-Bundesliga Süd      | 14    |
| 2004      | HDI SC Roth II            | Triathlon Bayernliga             | 2     |
| 2003      | HDI SC Roth II            | Triathlon Bayernliga             | ?     |
| 2002      | HDI SC Roth II            | Triathlon Bayernliga             | 10    |
| 2001      | TSV Roth                  | 2. Triathlon-Bundesliga          | 9     |
| 2001      | HDI SC Roth II            | Triathlon Bayernliga             | 9     |
| 2000      | TSV Roth                  | 2. Triathlon-Bundesliga          | 7     |
| 2000      | HDI SC Roth II            | Triathlon Bayernliga             | 9     |
|           |                           |                                  |       |
| 1997      | HDI SC Roth               | 2. Triathlon-Bundesliga          | 3     |
| 1996      | Wöhrl-Team SC 52 Roth     | 2. Triathlon-Bundesliga          | [ 5 ] |

TSG 08 Roth III Männer
| Jahr      | Teamname                  | Liga                             | Platz |
| --------- | ------------------------- | -------------------------------- | ----- |
| 2024      | Team 2Rad-Müller          | Triathlon Bayernliga             | 6     |
| 2023      | Team 2Rad-Müller          | Triathlon Bayernliga             | 6     |
| 2022      | SPE                       | Triathlon-Landesliga Nord Bayern | 1     |
| 2021      | SPE                       | Triathlon-Landesliga Nord Bayern | 5     |
| 2020 2009 | Keine Mannschaft gemeldet | -                                | -     |
|           |                           |                                  |       |
| 2001      | TSV Roth                  | Triathlon-Landesliga Bayern      | 3     |

TSG 08 Roth I Frauen
| Jahr      | Teamname                  | Liga                          | Platz |
| --------- | ------------------------- | ----------------------------- | ----- |
| 2024      | TSG 08 Roth               | Triathlon-Regionalliga Bayern | 3     |
| 2023      | TSG 08 Roth               | Triathlon-Regionalliga Bayern | 4     |
| 2022      | TSG 08 Roth               | Triathlon-Bayernliga          | 2     |
| 2021      | SG Roth-Hilpoltstein      | Triathlon-Bayernliga          | 7     |
| 2020      | SG Roth-Hilpoltstein      | Triathlon-Bayernliga          | -     |
| 2019      | SG Roth-Hilpoltstein      | Triathlon-Bayernliga          | 3     |
| 2018      | SG Roth-Hilpoltstein      | Triathlon-Bayernliga          | 6     |
| 2017      | SG Roth-Hilpoltstein      | Triathlon-Bayernliga          | 9     |
| 2016 2009 | Keine Mannschaft gemeldet | -                             | -     |
|           |                           |                               |       |
| 2007      | HDI SC Roth               | Triathlon-Regionalliga Bayern | 4     |
| 2006      | HDI SC Roth               | Triathlon-Regionalliga Bayern | 3     |
| 2005      | HDI SC Roth               | 2. Triathlon-Bundesliga       | 3     |
| 2004      | HDI SC Roth               | 2. Triathlon-Bundesliga       | 2     |
| 2003      | HDI SC Roth               | 2. Triathlon-Bundesliga       | ?     |
| 2002      | HDI SC Roth               | 2. Triathlon-Bundesliga       | 3     |
| 2001      | HDI SC Roth               | 2. Triathlon-Bundesliga       | ?     |
| 2000      | HDI SC Roth               | 2. Triathlon-Bundesliga       | 1     |
| 1999      | HDI SC Roth               | 2. Triathlon-Bundesliga       | 6     |

TSG 08 Roth II Frauen
| Jahr | Teamname    | Liga                 | Platz |
| ---- | ----------- | -------------------- | ----- |
| 2024 | TSG 08 Roth | Triathlon-Bayernliga | 12    |

Langdistanzteam I Männer
| Jahr | Teamname                      | Wettkampf                            | Platz |
| ---- | ----------------------------- | ------------------------------------ | ----- |
| 2022 | TSG 08 Roth                   | Challenge Roth                       | 4     |
| 2009 | TSG 08 Roth                   | Deutsche Meisterschaft Langdistanz   | 1     |
| 2003 | HDI SC Roth                   | Challenge Roth                       | 1     |
| 1989 | Ring- und Nagel Team TSV Roth | Europameisterschaft Langdistanz      | 3     |
| 1989 | Ring- und Nagel Team TSV Roth | Deutsche Meisterschaft Mitteldistanz | 1     |

Einzelerfolge
| Jahr | Athlet              | Teamname                      | Wettkampf | Platz |
| ---- | ------------------- | ----------------------------- | --- | ----- |
| 2024 | Sebastian Neef      | TSG 08 Roth                   | XTERRA Deutsche Meisterschaft | 1     |
| 2024 | Vanessa Sturm       | TSG 08 Roth                   | Deutsche Meisterschaft Duathlon Sprint | 2     |
| 2022 | Enrico Thomae       | TSG 08 Roth                   | 20. Schloss-Triathlon Moritzburg | 1     |
| 2022 | Alexander Richter   | Hubert Schwarz-ProWin         | 2. Triathlon-Bundesliga Süd Gesamtwertung | 7     |
| 2022 | Jeremias Gerner     | TSG 08 Roth                   | Challenge Roth Landkreiswertung | 1     |
| 2021 | Daniel König        | TSG 08 Roth                   | Ironman Hamburg | 4     |
| 2021 | Alexander Richter   | Hubert Schwarz-ProWin         | 2. Triathlon-Bundesliga Süd Gesamtwertung | 8     |
| 2012 | Alexander Haas      | HDI TSG 08 Roth               | XTERRA Deutsche Meisterschaft | 1     |
| 2011 | Alexander Haas      | HDI TSG 08 Roth               | XTERRA World Championship AK20-24 | 1     |
| 2010 | Bernd Eichhorn      | HDI TSG 08 Roth               | Challenge Roth Landkreiswertung | 1     |
| 2010 | Dagmar Matthes      | HDI TSG 08 Roth               | Deutsche Meisterschaft Langdistanz | 1     |
| 2010 | Alexander Haas      | HDI TSG 08 Roth               | XTERRA World Championship AK20-24 | 1     |
| 2009 | Fabian Conrad       | HDI TSG 08 Roth               | Deutsche Meisterschaft Langdistanz | 1     |
| 2008 | Dagmar Matthes      | HDI TSG 08 Roth               | Deutsche Meisterschaft Langdistanz | 1     |
| 2007 | Christine Waitz     | HDI SC Roth                   | Deutsche Meisterschaft Langdistanz Ironman Hawaii Junioren                                                                                   | 1 1   |
| 2007 | Rebecca Robisch     | HDI SC Roth                   | Weltmeisterschaft Triathlon Junioren Europameisterschaft Triathlon Junioren                                                                  | 3 2   |
| 2006 | Christine Waitz     | HDI SC Roth                   | Ironman Hawaii Junioren | 1     |
| 2006 | Rebecca Robisch     | HDI SC Roth                   | Weltmeisterschaft Triathlon Junioren Europameisterschaft Triathlon Junioren Deutsche Meisterschaft Triathlon Deutsche Meisterschaft Duathlon | 3 1   |
| 2003 | Rebecca Robisch     | HDI SC Roth                   | Deutsche Meisterschaft Jugend B | 1     |
| 2001 | Dagmar Matthes      | HDI SC Roth                   | Quelle Ironman Roth | 1     |
| 1996 | Ute Mückel          | Ring- und Nagel Team TSV Roth | Quelle Ironman Roth | 1     |
| 1994 | Peter Kropko        | TSV Roth                      | Quelle Ironman Roth | 2     |
| 1993 | Peter Kropko        | TSV Roth                      | Quelle Ironman Roth | 3     |
| 1991 | Roland Knoll        | TSV Roth                      | Deutsche Meisterschaft | 1     |
| 1991 | Dirk Aschmoneit     | TSV Roth                      | Ironman Neuseeland | 1     |
| 1991 | Joachim Weinbrenner | TSV Roth                      | Europameisterschaft Jugend Team | 1     |
| 1990 | Oli Zimmermann      | TSV Roth                      | Ironman Hawaii AK20-24 | 1     |
| 1988 | Dirk Aschmoneit     | TSV Roth                      | Avia Ironman Roth | 2     |